# Hasan Salihamidžić
Hasan Salihamidžić (Jablanica, 1 de gener, 1977) és un futbolista de Bòsnia i Hercegovina.
Començà a jugar a un club local i més tard fitxà pel Velež Mostar bosni. El 1992 es traslladà a Alemanya on defensà els colors de Hamburger SV i FC Bayern de Múnic. L'any 2007 fitxà per la Juventus, com a agent lliure.
Ha jugat per la selecció nacional de Bòsnia i Hercegovina, tot i que mai ha assolit classificar-se per una gran competició internacional de seleccions.

## Palmarès
- Lliga alemanya de futbol: 1999, 2000, 2001, 2003, 2005, 2006 (FC Bayern de Múnic)
- Copa alemanya de futbol: 2000, 2003, 2005, 2006 (FC Bayern de Múnic)
- Lliga de Campions de la UEFA: 2001 (FC Bayern de Múnic)
- Copa Intercontinental de futbol: 2001 (FC Bayern de Múnic)

## Estadístiques
| Club            | Temporada | Lliga   | Lliga | Copa    | Copa | Competició europea | Competició europea | Total   | Total |
| Club            | Temporada | Partits | Gols  | Partits | Gols | Partits            | Gols               | Partits | Gols  |
| Total           |           |         |       |         |      |                    |                    |         |       |
| --------------- | --------- | ------- | ----- | ------- | ---- | ------------------ | ------------------ | ------- | ----- |
| Bayern de Múnic | 06-07     | 20      | 2     | 3       | 0    | 7                  | 1                  | 30      | 3     |
| Bayern de Múnic | 05-06     | 21      | 2     |         |      |                    |                    |         |       |
| Bayern de Múnic | 04-05     | 29      | 2     |         |      |                    |                    |         |       |
| Bayern de Múnic | 03-04     | 33      | 4     |         |      |                    |                    |         |       |
| Bayern de Múnic | 02-03     | 12      | 2     |         |      |                    |                    |         |       |
| Bayern de Múnic | 01-02     | 19      | 5     |         |      |                    |                    |         |       |
| Bayern de Múnic | 00-01     | 31      | 4     |         |      |                    |                    |         |       |
| Bayern de Múnic | 99-00     | 30      | 4     |         |      |                    |                    |         |       |
| Bayern de Múnic | 98-99     | 30      | 3     |         |      |                    |                    |         |       |
| Bayern de Múnic | Total     | 225     | 28    |         |      |                    |                    |         |       |
| Hamburg         | 97-98     | 31      | 10    |         |      |                    |                    |         |       |
| Hamburg         | 96-97     | 32      | 7     |         |      |                    |                    |         |       |
| Hamburg         | 95-96     | 9       | 2     |         |      |                    |                    |         |       |
| Hamburg         | Total     | 72      | 19    |         |      |                    |                    |         |       |
|                 | Totals    | 297     | 48    |         |      |                    |                    |         |       |